# Ehemalige Zwirnerei

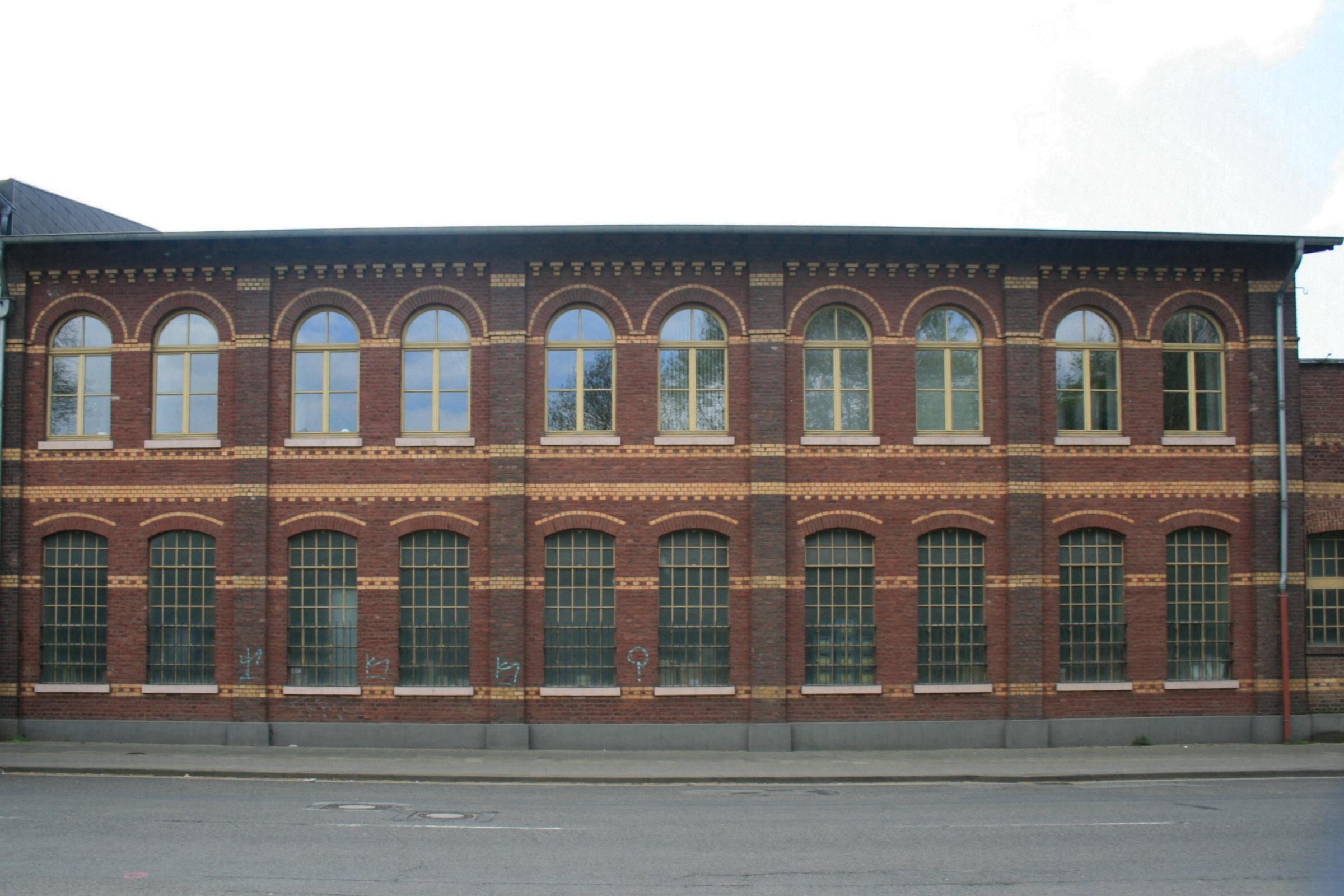
Ehemalige Zwirnerei

Die ehemalige Zwirnerei ist Teil der ehemaligen Feintuchfabrik Leopold Schoeller in Düren in Nordrhein-Westfalen, Valencienner Straße. 
Die Zwirnerei ist eine rückwärtig am Mühlenteich gelegene Shedhalle aus den 1950er Jahren mit stützenfreier Stahlbetonschalenkonstruktion.
Das Bauwerk ist unter Nr. 1/066e in die Denkmalliste der Stadt Düren eingetragen.